# Татьяна, принцесса Греции и Дании
Татьяна, принцесса Греции и Дании (урождённая Татьяна Эллинка Блатник, род. 28 августа 1980, Каракас, Венесуэла) — жена Николая, принца Греции и Дании, сына короля Греции Константина II.

## Ранняя жизнь
Татьяна Блатник родилась в Каракасе, Венесуэла и выросла в Швейцарии. Училась в Aiglon College, затем в Джорджтаунском университете, окончила его в 2003 году со степенью в области социологии. До июля 2010 года Татьяна работала в отделе рекламы в качестве организатора мероприятий модельера Дианы фон Фюрстенберг.

## Семья
- Отец — Ладислав Владимир Блатник (1931—1986)[5]. Родился в Югославии на территории современной Словении, позже переехал в Венесуэлу. Был помовлен с голливудской актрисой Натали Вуд[6]. Умер в 1986 году, когда Татьяне было 6 лет.

- Мать — Мари Бланш Бирлен (род. 10 декабря 1954, Мюнхен)[5]. Так же, как и её бабушка, имеет аристократическое происхождение и является прямым потомком Вильгельма II Гессен-Кассельского.

- Брат — Борис Блатник (род. 21 февраля 1978, Мюнхен)[5].
- Дедушка (по материнской линии) — Эрнст Бирляйн (род. 26 февраля 1920, Мюнхен).
- Бабушка (по материнской линии) — графиня Эллинка Карин Харриет фон Айнзидель (род. 26 июля 1922). Вышла замуж 21 февраля 1945 года.
- Отчим — Аттилио Бриллембург. Владелец нью-йоркской компании финансовых услуг.

## Помолвка и брак с принцем Николаем
О помолвке принца Николая с Татьяной Блатник, с которой он состоял в длительных отношениях, было объявлено 28 декабря 2009 года канцелярией короля Константина II в Лондоне. 25 августа 2010 года Татьяна и принц Николай обвенчались в православной церкви Святого Николая, Спеце, Греция.
Крестный отец принца Николая — король Великобритании Карл III; а король Константин II — крестный отец Уильяма, принца Уэльского.

## Титулы и обращения
- 28 августа 1980 — 25 августа 2010: Мисс Татьяна Блатник
- с 25 августа 2010: Её Королевское Высочество Татьяна, принцесса Греции и Дании[8]